# خورخه مانوئل دیاز
خورخه مانوئل دیاز (انگلیسی: Jorge Manuel Díaz؛ زادهٔ ۸ ژوئن ۱۹۶۶) بازیکن فوتبال، و سرمربی (فوتبال) اهل آرژانتین است.
از باشگاه‌هایی که در آن بازی کرده‌است می‌توان به باشگاه فوتبال روساریو سنترال اشاره کرد.